# یواس‌اس ادریا (ای‌اف-۳۰)
یواس‌اس ادریا (ای‌اف-۳۰) (به انگلیسی: USS Adria (AF-30)) یک کشتی بود که طول آن ۳۳۸ فوت (۱۰۳ متر) بود. این کشتی در سال ۱۹۴۴ ساخته شد.